# Peromyia pertrita
Peromyia pertrita är en tvåvingeart som beskrevs av Jaschhof 2004. Peromyia pertrita ingår i släktet Peromyia och familjen gallmyggor. Inga underarter finns listade i Catalogue of Life.